# Portiek

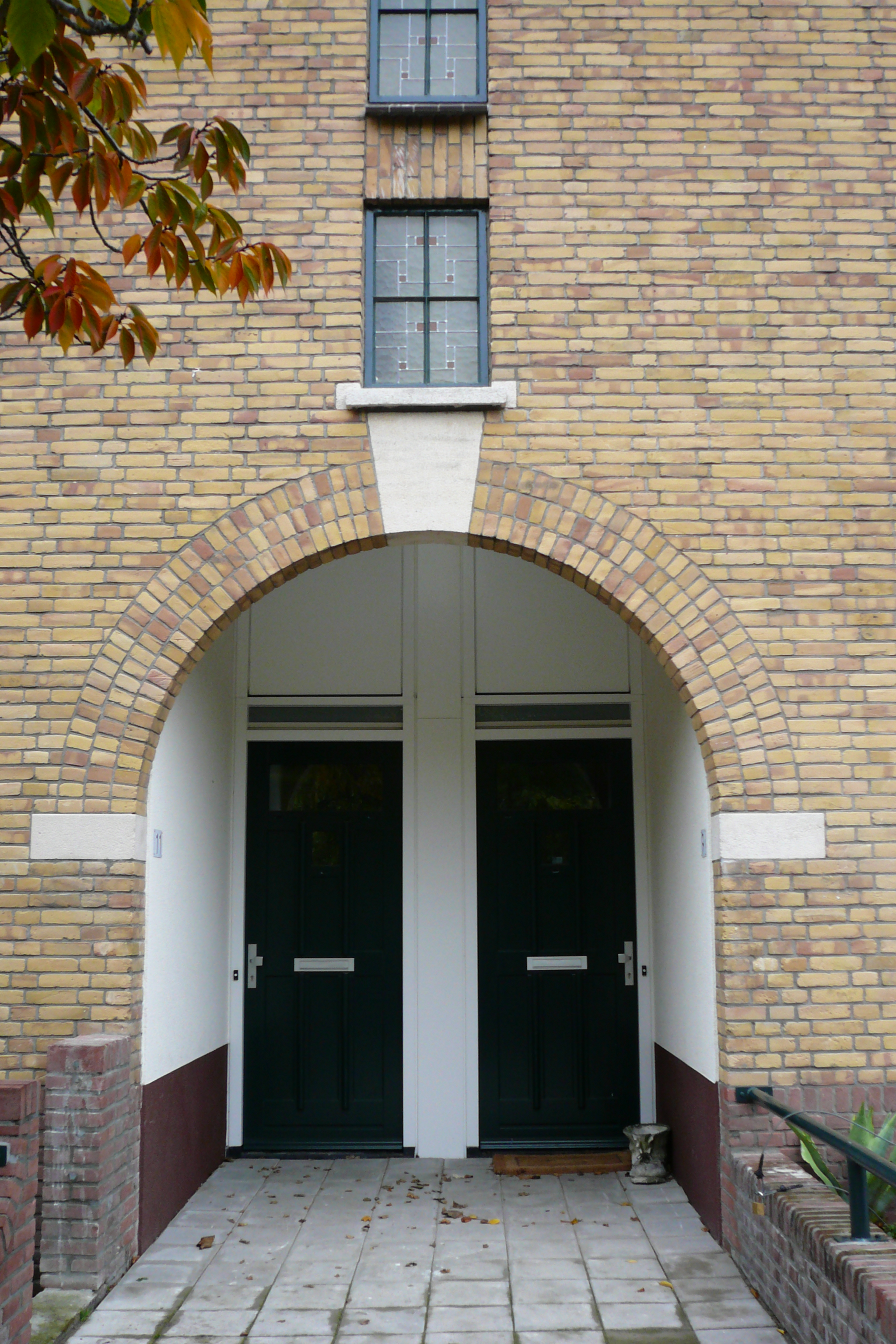
Een portiek

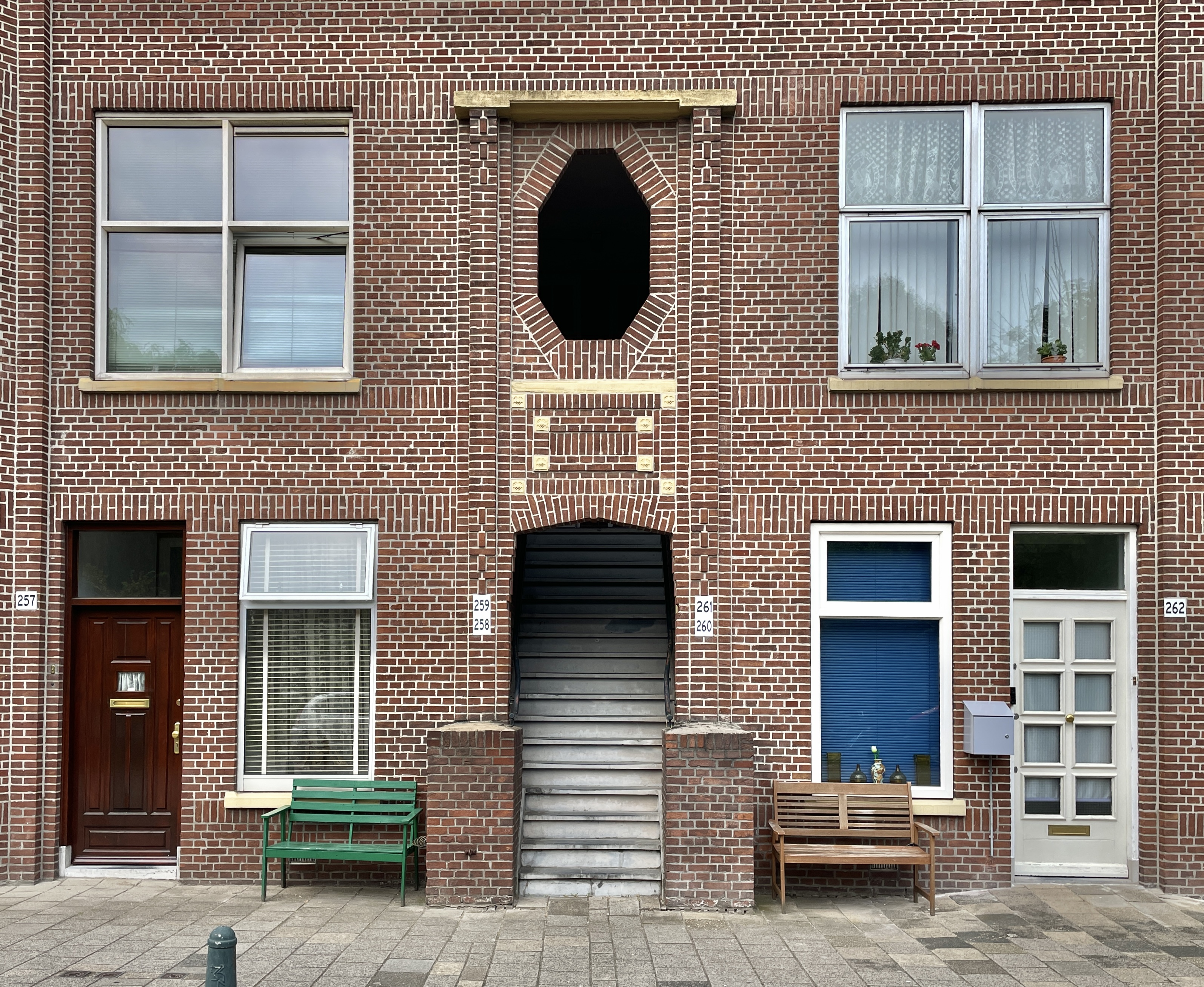
Portiekwoningen uit 1922 in Den Haag

Een portiek is een vaak ingebouwde, aan de straatzijde geheel open ruimte, waarin zich de ingang van een gebouw bevindt.
Sommige woningen hebben een gemeenschappelijk portiek. Vaak zijn deze woningen rond een gemeenschappelijk trappenhuis gebouwd. In het algemeen zijn woningen met gemeenschappelijk portiek gespiegeld gebouwd, dat wil zeggen dat de woningen aan de linkerzijde van het portiek inwendig het spiegelbeeld van die aan de rechterzijde zijn.
Als flatwoningen direct te bereiken zijn vanaf het trappenhuis en de eventuele lift, dus zonder galerij of gang, dan noemt men zulke woningen (en flatgebouwen met zulke woningen) portiekflat. Het woord portiek wordt dan (impliciet) gebruikt voor een gemeenschappelijke binnenruimte, niet in de vorm van een gang, waar huisdeuren op uitkomen.
Een portiek kan ook bestaan uit een trap met open verbinding met de straat (portiektrap), en bovenaan (op de eerste etage) een halletje met enkele buitendeuren.